# عمر بن خطاب در ادبیات فارسی
این نوشتار به بررسی عمر بن خطاب دومین خلیفه اهل سنت در ادبیات فارسی می‌پردازد. مدح و ستایش عمر بن خطاب و دیگر خلفای راشدین در بسیاری از آثار مشهور ادبیات فارسی دیده می‌شود.

## مولوی
مولانا جلال الدین محمد بلخی، شاعر شهیر قرن هفتم هجری از خلفای راشدین و من‌جمله خلیفه دوم به کرات به‌نیکی یاد کرده:
| عاشقانی که با خبر میرند |  | پیش معشوق چون شکر میرند    |
| و آنک اخلاق مصطفی جویند |  | چون ابوبکر و چون عمر میرند |

مولوی همچنین جاهای دیگر مثلا در داستان پیر چنگی به عمر اشاره می‌کند.

## ابوالقاسم فردوسی
حکیم فردوسی شاعر اسطوره‌پرداز قرن چهارم هجری چنین در وصف یار دوم نبی سروده:
| چه گفت آن خداوند تنزیل و وحی   |  | خداوند امر و خداوند نهی      |
| که خورشید بعد از رسولان مه     |  | نتابید بر کس ز بوبکر به      |
| عمر کرد اسلام را آشکار         |  | بیاراست گیتی چو باغ بهار     |
| پس از هر دو آن بود عثمان گزین  |  | خداوند شرم و خداوند دین      |
| چهارم علی بود و جفت بتول       |  | که او را به خوبی ستاید رسول  |
| صحابان او جمله اخیر بودنند     |  | درست این سخن قول پیغمبرست    |
| گواهی دهم کاین سخنها ز اوست    |  | تو گویی دو گوشم پرآواز اوست  |
| علی را چنین گفت و دیگر همین    |  | کزیشان قوی شد به هر گونه دین |
| پس از وی عمر بد که قیصر به روم |  | ز سهمش نیاراست خفتن به بوم   |
| نبی آفتاب و صحابان چو ماه      |  | به هم بستهٔ یکدگر راست راه    |

## عطار نیشابوری
در بین آثار محمد عطار نیشابوری، عارف و شاعر ایرانی ادبیات فارسی در پایان سدهٔ ششم و آغاز سدهٔ هفتم، بارها از عمر بن خطاب، با القابی چون امیرالمؤمنین و فاروق اعظم، و رفتار او سخن به میان آمده‌است. از جمله در الهی نامه، اسرار نامه (بخش «فی فضیلة امیرالمؤمنین عمر رضی الله عنه»).
نورالدین مدرسی چهاردهی که صاحب تالیفاتی در عرفان اسلامی ست در مقاله ای در مجله وحید می‌نویسد که حسنعلی نخودکی اصفهانی از علمای شیعه در دوران معاصر؛ کتاب منطق الطیر عطار را با حذف کردن مطالبی که در مدح خلفا بوده‌است منتشر کرده و گفته‌است که عطار تقیه کرده بوده و همچنین ادعا کرد که من برای چاپ کتاب از روح عطار اجازه گرفتم!
چند نمونه

### از اسرارنامه
اسرارنامه یکی از مثنوی‌های مسلم‌السند فریدالدین محمد عطار نیشابوری و احتمالاً از جمله نخستین آثار او بوده‌است. این اثر مشتمل است بر ۳۳۰۵ بیت در ۲۲ مقاله. سه مقاله نخستن آن به ترتیب دربارهٔ «توحید» و «نعت رسول اکرم» و «فضائل خلفای راشدین» است. بخش مربوط به عمر بن خطاب «فی فضیلة امیرالمؤمنین عمر رضی الله عنه» نامگذاری شده‌است. ابیات زیر ازین بخش است.
| سپهر دین عمر خورشید خطّاب       |  | چراغ هشت جنّت شمع اصحاب     |
| چه شمعی کافتاب نامبردار        |  | طواف او کند پروانه کردار   |
| ازاین پرتو که بودآن شمع دین را |  | نمی‌شایست جز خلد برین را    |
| اگر او قطب دین حق نبودی        |  | کمال شرع را رونق نبودی     |
| زبهر سر بریدن سر بداد او       |  | بدان شدتا سرآردسر نهاداو   |
| چو آهنگ سر شمع هدی کرد         |  | به پیش طای «طاها» سرفداکرد |
| چو چشم جان او اسرار بین شد     |  | شکش برخاست مشکلهایقین شد   |
| شریعت راکمال افزود اوّل         |  | زچل مردان یکی او بود اوّل   |
| رسولش گفت گر بودی دگر کس       |  | نبی جز من نبودی جز عمر کس  |
| خداوندجهان از نور جانش         |  | سخنها گفته بی اوبرزفانش    |
| چوحق راحلقه در گوش کرداو       |  | به نامش زهر قاتل نوش کرداو |
| از آن برخویشتن زهر آزمودی      |  | که صد تریاق فاروقیش بودی   |
| چنان شد ظلم در ایّام او گم      |  | که اشکی در میان بحر قلزم   |
| جهان از عدل او آسوده گشته      |  | ستم از بیم او نابوده گشته  |
| عجم را تاقیامت در گشاده        |  | هزار وشصت وشش منبر نهاده   |

در آثار مصیبت نامه خسرو نامه، منطق الطّیر و الهی نامهٔ عطار نیشابوری نیز از عمر بن خطاب بیان شده‌است.

### از منطق‌الطیر
منطق‌الطیر یا مقامات‌الطیور منظومه‌ای‌ست از عطار نیشابوری که به زبان فارسی و در قالب مثنوی به بحر رمل مسدس مقصور سروده شده‌است. این کتاب با «حمد خدا آغاز می‌گردد. پس از آن به توصیف و مدح «محمد» می‌پردازد. سپس در مدح «دو خلیفه اول» می‌گوید. بخش مربوط به خلیفه دوم:
خواجه شرع آفتاب جمع دین/ظلّ حق فاروق اعظم شمع دین/ختم کرده عدل وانصاف اوبه حق/درفراست برده بر وحیش سبق/آنکه حق «طه» بروخواندازنخست/تا مطهّر شد ز «طاها» ودرست/های «طه» در دل اوهای وهوست/فرّخ او کزهای هو درهای وهوست/آنکه دارد بر صراط اوّل گذر/هست او ازقول پیغمبر، عمر/آنکه اوّل خلعت از دارالسّلام/او به دست آرد زهی عالم مقام/چون نخستش حق نهددردست دست/آخرش با خود برد آنجا که هست/کار دین ازعدل او انجام یافت/نیل جنبش، زلزله آرام یافت/شمع جنّت بودواندرهیچ جمع/هیچ‌کس را سایه نبود زشمع/شمع راچون سایه نبود ز نور/چون گریخت ازسایهٔ اودیودور/چون سخن گفتی حقیقت بر زبانش/از رأی قلبی خداگشتی عیانش/گه زدرد عشق جان می‌سوختش/گه زنطق حق زبان می‌سوختش/چون نبی می‌دیدکومی سوخت زار/گفت شمع جنّت است این نامدار.

## سنایی غزنوی
سنایی غزنوی از بزرگ‌ترین شاعران قصیده‌گو و مثنوی‌سرای ادبیات فارسی، که در سدهٔ ششم هجری می‌زیسته‌است. در اثرش طریق التحقیق می‌سراید:
| قوت دین حق زعمّر بود      |  | خانه دین بدو معمر بود      |
| جگر مشرکان پر از خون کرد |  | کبرشان از دماغ بیرون کرد   |
| از پی معدلت میان، اوبست  |  | کمر عدل در جهان، اوبست     |
| عادت بدعت از جهان برداشت |  | که کژی جز که در کمان نداشت |
| برتر از چرخ بود پایهٔ او  |  | دیو بگریختی زسایهٔ او       |

## سعدی شیرازی
سعدی، شاعر و نویسنده زبان پارسی در وصف عمر می‌سراید:
دیگر عمر که لایق پیغمبری بدی
گر خواجه رسل نبدی ختم انبیا
سالار خیل خانهٔ دین صاحب رسول
سر دفتر خدای پرستان بی‌ریا
دیوی که خلق عالمش از دست عاجزند
عاجز در آنکه چون شود از دست وی رها؟
او همچنین در شعری در مدح بوبکر بن سعد بن زنگی به عمر اشاره می‌کند و چنین می‌نویسد:
| جهانبان دین پرور دادگر |  | نیامد چو بوبکر بعد از عمر |

## حکیم نظامی گنجوی
نظامی در وصف عمر می‌فرماید:
به مهر علی گرچه محکم پیم
ز عشق عمر نیز خالی نیم

## بیدل دهلوی
عمر یافت کام از می عدل و داد
بر آفاق چون استوا، خط نهاد
که هر کس ز مضمون این خط گذشت
به اسرار تحقیق واصل نگشت

## عبید زاکانی
چون بست بهر دین محمد میان عمر
در هم شکست گردن گردن کشان عمر
برباد رفت خرمن کفار خاکسار
چون برکشید خنجر آتش فشان عمر
خورشید دین به اوج کمال آن زمان رسید
کانداخت سایه بر سر اسلامیان عمر
دستش به مکه گردن قیصر بزد به روم
چون گشت برممالک دین قهرمان عمر
هم آسمان دانش و هم آفتاب عدل
هم خوابهٔ محمد آخر زمان عمر

## حکیم سنایی غزنوی
ظالمان را حشر با آب نیاز
عادلان را زی امیرالمؤمنین عمر برند

## عبدالرحمن جامی
خاصه آل پیغمبر و اصحاب
کز همه بهترند در هر باب
وز میان همه نبود حقیق
به خلافت کسی به از صدیق
وز پی او نبود از آن احرار
کس چو فاروق لایق آن کار

## اقبال لاهوری
تازه کن آئین صدیق و عمر
چون صبا بر لاله صحرا گذر